# Angelique Pfitzner
Angelique Pfitzner (Múnich, 1969) es una escritora germano-española de novela negra y comisaria cultural. Es la promotora y principal responsable del festival Lloret Negre, celebrado en Lloret de Mar (Girona), que combina literatura, cine, criminología y actividades de creación narrativa. Actualmente, una de sus convocatorias más destacadas será la entrega de premios literarios los días 6 y 7 de septiembre de 2025, coincidiendo con el ciclo de «Big Bang 4» del festival, dedicado a nuevas propuestas dentro del género negro.

## Biografía
Angelique Pfitzner nació en Múnich en 1969, de padre alemán y madre española. Reside en Barcelona desde hace años y ha cursado estudios de Farmacia, Publicidad, Psicología y Criminalística.  
Se define como autora de novelas, relatos y poesía en castellano. Ha colaborado como juez literario, en revistas culturales y en asociaciones del ámbito negrocriminal.

## Trayectoria literaria
Debutó con Compulsiva obsesión (2011), obra que obtuvo el III Certamen Literario Atlantis – La Isla de las Letras (categoría Novela policíaca).  
Posteriormente publicó ELDHA. Caso cerrado (2015) y Big Bang 13 (2016).  
En 2018 apareció Los niños del éxodo, novela con temática social y memoria histórica que ha sido reseñada en medios literarios y librerías especializadas.  
Con Matilde (2022) exploró la narrativa histórica y memorialística, tal como explicó en una entrevista con The New Barcelona Post.  
Su primera novela recibió reseñas en medios como Anika entre libros.  
En medios generalistas como *La Vanguardia* aparece su ficha como autora de novela negra entre los escritores destacados.  
La plataforma cultural *MonComunicació* destacó el éxito de crítica y ventas de Los niños del éxodo en una reseña del festival.

## Radio, televisión y colaboraciones
Fue directora y presentadora durante dos años del programa radiofónico semanal Una hora con Angelique en esmiradio.es.  
Ha dirigido también el espacio audiovisual Lee o Muere. La Orilla Negra en News Cat TV, además de colaborar con revistas y asociaciones del género negro.

## Lloret Negre
Pfitzner es fundadora y comisaria del festival Lloret Negre, que incluye jornadas literarias en primavera, entrega de premios en septiembre y un festival de cine negro en noviembre.
Según *El Punt Avui* (julio de 2021), tras varios aplazamientos por la pandemia, gracias a la insistencia de su comisaria Angelique Pfitzner el festival pudo celebrarse en julio de ese año.  
En septiembre de 2024, el mismo diario informó que Angelique Pfitzner entrevistó al escritor Toni Hill durante una de las tertulias del festival.

### Próximos eventos (septiembre de 2025)
La organización ha anunciado en su web oficial que la entrega de premios literarios de Lloret Negre se celebrará los días **6 y 7 de septiembre de 2025**, en el contexto de la edición anual del festival. Esta convocatoria coincide con el ciclo denominado «Big Bang 4», que reúne propuestas emergentes del género negro.

## Obra
- Compulsiva obsesión (2011).[19]
- ELDHA. Caso cerrado (2015).[20]
- Big Bang 13 (2016).[21]
- Los niños del éxodo (2018).[22]
- Matilde (2022).[23]

## Premios y reconocimientos
- Premio Atlantis – La Isla de las Letras (2012), categoría Novela policíaca, por Compulsiva obsesión.[24]